# فرانثيسكو خيمينيث دي ثيسنيروس
فرانثيسكو خيمينيث دي ثيسنيروس (بالإسبانية: Gonzalo Jiménez de Cisneros)‏ (بالإسبانية: Francisco Jiménez de Cisneros) كاردينال إسباني ولد في توريلاغونا 1436. هو شخصية كبيرة ومؤثرة في تاريخ إسبانيا، حيث كان أمين سر الملكة إيزابيلا - رجل دولة -، وكبير المفتشين (محاكم التفتيش لليهود والمسلمين والزنادقة). دخل على الجزائر من وهران في نية نشر المسيحية وعرض حرب. وتوفي سيسنيروز في روا، برغش في 8 نوفمبر 1517.

## روابط خارجية
- فرانثيسكو خيمينيث دي ثيسنيروس على موقع الموسوعة البريطانية (الإنجليزية)
- فرانثيسكو خيمينيث دي ثيسنيروس على موقع إن إن دي بي (الإنجليزية)